# مورتون كوهن
مورتون كوهن (19 سبتمبر 1913 - 14 يناير 1968) (بالإنجليزية: Morton Cohen)‏ هو سياسي ولاعب كريكت أسترالي.

## وصلات خارجية
- مورتون كوهن على موقع إي آس بي آن كريك إنفو (الإنجليزية)